# Mylabris tristigma
Mylabris tristigma es una especie de coleóptero de la familia Meloidae.

## Distribución geográfica
Habita en Angola y Mozambique.